# 닐스 반 데르 풀
닐스 예란 반 데르 풀(스웨덴어: Nils Göran van der Poel, 1996년 4월 25일~)은 스웨덴의 스피드스케이팅 선수이다. 현재 남자 5000m 세계 기록과 올림픽 기록을 보유자이며 10000m 세계 기록 또한 보유하고 있다. 2022년 동계 올림픽에서 남자 5000m 종목에서 올림픽 기록을 갱신하며 금메달을 획득했으며, 10000m 종목에서도 세계 기록을 세우며 우승을 차지했다.